# Hrabstwo Pulaski (Wirginia)

Piramida wieku hrabstwa

Hrabstwo Pulaski – hrabstwo w USA, w stanie Wirginia, według spisu z 2000 roku liczba ludności wynosiła 35 127. Siedzibą hrabstwa jest Pulaski.

## Geografia
Według spisu hrabstwo zajmuje powierzchnię 855 km², z czego 832 km² stanowią lądy, a 23 km² – wody.

### Miasta
- Dublin
- Pulaski

### CDP
- Allisonia
- Belspring
- Draper
- Fairlawn
- Hiwassee
- New River
- Parrott
- Snowville